# Kalâa Kebira
Kalâa Kebira (arabe : القلعة الكبرى), signifiant « grande forteresse », est une ville du Sahel tunisien située à une dizaine de kilomètres au nord de Sousse et à 130 kilomètres au sud de Tunis.
Rattachée administrativement au gouvernorat de Sousse, elle constitue une municipalité comptant 53 323 habitants en 2014 et constitue le chef-lieu d'une délégation comptant 52 635 habitants en 2006.
C'est un nœud de communication car elle est desservie par l'autoroute Tunis-M'saken (A1), par la RN1 et par l'axe ferroviaire nord-sud qui relie Tunis à Gabès.

## Histoire
C'est sous le règne de la dynastie des Aghlabides qu'est fondé le noyau de la ville, au lieu connu sous le nom d'El Ksar, qui consiste en une toute petite cité entourée par un très haut rempart doté d'une porte unique sur la face orientale débouchant sur la place du marché.
La commune est créée le 19 février 1921.

## Économie

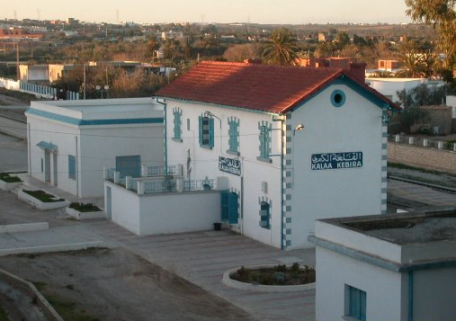
Gare de Kalâa Kebira.

La ville est réputée pour sa culture d'oliviers d'où elle tire son surnom de « capitale des olives ». L'économie de Kalâa Kebira repose donc principalement sur l'agriculture.
Le secteur industriel est par conséquent axé sur l'industrie agroalimentaire (huile d'olive). Mais la zone industrielle, qui s'étend déjà sur 34 hectares et qui ne cesse de se développer au nord-est de la ville, abrite aussi des activités tournées vers l'exportation telles que l'industrie textile et l'habillement mais aussi l'industrie pharmaceutique, avec la présence des laboratoires UNIMED.
La ville dispose aussi de l'un des plus grands centres commerciaux en Tunisie, le Mall of Sousse, qui accueille des grandes marques internationales.

## Culture

### Éducation
La ville abrite plusieurs établissements : les lycées Ali-Bourguiba et Abou el Kacem Chebbi, les collèges Tahar-Haddad, Farabi, Nourin et Ali-Belhouane, quinze écoles primaires, un centre national de formation professionnelle et quelques petits établissements d'enseignement privé.

### Religion
La ville est connue pour ses nombreuses mosquées dispersées dans la ville : la Grande Mosquée, la mosquée Al Ghofran (Hay Charki) ou encore la mosquée Hay Jadid.

### Activités
Le Festival international de l'olivier (ezzitouna), célébré chaque année pendant le mois de décembre, permet aux habitants de la ville et leurs nombreux hôtes tunisiens et étrangers de célébrer la récolte d'olives, qui débute à la fin de mois de novembre, et de déguster de l'huile d'olive et du couscous.

### Cuisine
Les habitants de Kalâa Kebira ont gardé l'authenticité de leur cuisine et continuent à préparer leurs réserves pour l'année en matière d'huile d'olive, de piments, de couscous et autres ingrédients indispensables pour une famille.
Le pain tabouna ou khobz dar (pain maison) est un pain à base de semoule de blé préparé par la femme et cuit dans un four traditionnel (tabouna).
On y prépare aussi la chakchouka dite hamra.

## Sports
L'Hirondelle sportive de Kalâa Kebira est l'équipe de football de la ville.

## Santé
La ville compte plusieurs hôpitaux publics dont l’hôpital Habib-Bayar, qui comporte un service d'urgences, ainsi que plusieurs cliniques.
En cas de complication, les patients sont envoyés vers les hôpitaux universitaires Sahloul et Farhat-Hached à Sousse.

## Associations
Après la révolution de 2011, plusieurs associations se créent dans la ville dont Action Plus et Volontaires (arabe : متطوعون) ; celles-ci organisent plusieurs activités sociales et culturelles telles que l'aide aux pauvres et le nettoyage de la ville.

## Personnalités
- Mounir Beltaifa
- Tawfik Mathlouthi
- Hafedh Zouari